# Cteniloricaria
Cteniloricaria – rodzaj słodkowodnych ryb sumokształtnych z rodziny zbrojnikowatych (Loricariidae). Spotykane w hodowlach akwariowych.

## Zasięg występowania
Północno-wschodnia część Ameryki Południowej: Surinam przy granicy z Brazylią.

## Klasyfikacja
Gatunki zaliczane do tego rodzaju:
- Cteniloricaria napova
- Cteniloricaria platystoma

Gatunkiem typowym jest Loricaria platystoma (C. platystoma).